# Ulf Diederichsen

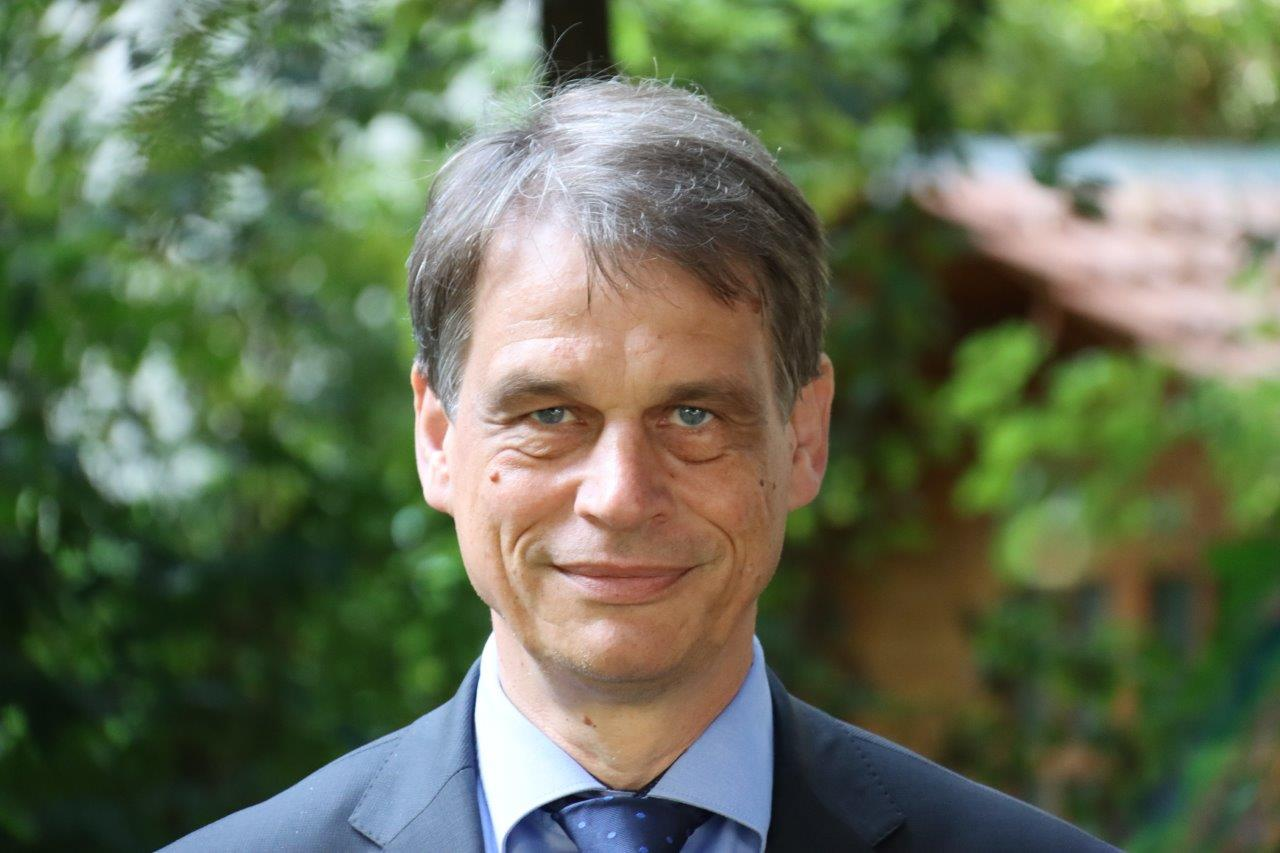
Ulf Diederichsen (2020)

Ulf Diederichsen (* 7. Oktober 1963 in München; † 11. November 2021 in Hannover) war ein deutscher Chemiker. Er war seit 2001 Professor für Organische Chemie an der Fakultät für Chemie der Universität Göttingen.

## Leben
Ulf Diederichsen wuchs als Sohn des Rechtswissenschaftlers Uwe Diederichsen und von Sigrid Diederichsen, geb. Sievers, in Göttingen auf, wo er das Max-Planck-Gymnasium besuchte. Sein Studium an der Universität Freiburg schloss er 1988 mit dem Diplom ab. Es folgten die Promotion an der Eidgenössischen Technischen Hochschule Zürich unter der Leitung von Albert Eschenmoser und ein Forschungsaufenthalt bei Dennis P. Curran an der University of Pittsburgh (USA). Die Habilitation über artifizielle Nukleinsäurestrukturen erfolgte 1999 an der Technischen Universität München im Umfeld von Horst Kessler. 1999 nahm er einen Ruf auf die Professur für Organische Chemie an der Universität Würzburg an und war von 2001 bis zu seinem Tod 2021 als Professor für Organische Chemie an der Fakultät für Chemie der Universität Göttingen tätig. Als Gastprofessor war er für ein Jahr an der Ludwig-Maximilians-Universität München und als Goering Visiting Professor an der University of Wisconsin in Madison, USA, tätig.
In den Jahren 2005 bis 2007 war Diederichsen Dekan der Fakultät für Chemie und von 2015 bis 2021 Vizepräsident für Forschung der Universität Göttingen.
Diederichsen war seit 2012 Mitglied der Akademie der Wissenschaften zu Göttingen und von Oktober 2020 bis zu seinem Tode deren Präsident.
Im Oktober 2021 bewarb sich Diederichsen für das Amt des Rektors der Universität Leipzig.

## Forschung
Diederichsen beschäftigte sich in seiner Forschung zuletzt mit der Struktur, Funktion und molekularen Veränderbarkeit von Biomolekülen sowie deren Interaktionen. Zum besseren Verständnis biologisch relevanter Mechanismen wurden synthetisch modifizierte Analoga der Peptide/Proteine und Nukleinsäuren herangezogen. Weitere Anwendungsbereiche für modifizierte Biomoleküle lagen in der Diagnostik, Bildgebung, der medizinischen Chemie oder Biomolekül-basierter Materialien.
Diederichsen betreute als Deputy Editor in Chief das Journal of Peptide Science.

## Publikationen (Auswahl)
- U. Diederichsen: A. Hypoxanthin-Basenpaarungen in HOMO-DNA-Oligonucleotiden; B. Zur Frage des Paarungsverhaltens von Glucopyranosyl-Oligonucleotiden. Dissertation ETH Zürich Nr. 10122, 1993.
- B. E. Hubrich, P. Kumar, H. Neitz, M. Grunwald, T. Grothe, P. J. Walla, R. Jahn, U. Diederichsen, PNA‐Hybridsequenzen als Erkennungseinheiten in SNARE‐Protein‐analogen Peptiden, In: Angew. Chem. 2018, 130, 15184–15192.
- I.-C. Vreja, S. Kabatas, S. K. Saka, K. Kröhnert, C. Höschen, F. Opazo, U. Diederichsen, S. O. Rizzoli, Secondary ion mass spectrometry of genetically-encoded targets, In: Angew. Chem. Int. Ed., 2015, 54, 5784–5788.
- G. van den Bogaart, K. Meyenberg, J. H. Risselada, H. Amin, K. I. Willig, B. E. Hubrich, M. Dier, S. W. Hell, H. Grubmüller, U. Diederichsen, R. Jahn, Membrane protein sequestering by ionic protein-lipid interactions, In: Nature 2011, 479, 552–555.
- S. Stoller, G. Sicoli, T. Y. Baranova, M. Bennati, U. Diederichsen, TOPP – A Novel Nitroxide-labeled Amino Acid for EPR Distance Measurements, In: Angew. Chem. Int. Ed. 2011, 50, 9743–9746.
- A. S. Lygina, K. Meyenberg, R. Jahn, U. Diederichsen, Transmembrane domain peptide/peptide nucleic acid hybrid as a model of a SNARE protein in vesicle fusion,  In: Angew. Chem. Int. Ed. 2011, 50, 8597–8601.
- A. Nadler, J. Strohmeier, U. Diederichsen, 8-Vinyl-2’-deoxyguanosine as a Fluorescent 2’-Deoxyguanosine Mimic for Investigating DNA Hybridization and Topology, In: Angew. Chem. Int. Ed. 2011, 50, 5392–5396.